# Jonas Hassen Khemiri
Jonas Hassen Khemiri (* 27. prosince 1978 Stockholm, Švédsko) je švédský spisovatel a dramatik. 

## Život
Jonas Hassen Khemiri pochází ze Stockholmu, kde stále žije. Je švédsko-tuniského původu. Po absolvování gymnázia Södra Latin ve Stockholmu studoval literární vědu a mezinárodní ekonomii. Kromě psaní románů, her, povídek a esejí se věnuje také pořádáním přednášek a aktivitám zaměřených na antidiskriminaci.

## Tvorba
Jonas Hassen Khemiri napsal dosud pět románů a šest her. Jeho romány jsou přeloženy do více než třiceti jazyků a hry jsou uváděny evropskými i americkými divadly.
Na počátku své kariéry pracoval ve svých románech s porušováním jazykových pravidel. Fascinovalo ho použití jazyka jako masky, kterou si člověk nasazuje, není-li schopný být sám sebou. Maska se odkrývá v závěru příběhu, kdy dochází k odhalení. V románu Jedno oko rudé (Ett öga rött, 2003) používaly postavy jazyk záměrně chybně a v románu Montecore: jedinečný tygr (Montecore: en unik tiger, 2006) mluvila postava otce uměle vytvořeným jazykem – švédštinu ovlivněnou francouzštinou.
Pro pozdější Khemiriho tvorbu jsou typické otevřené konce, které čtenáře vedou k vlastnímu uzavření příběhu. V románu Všechno, co si nepamatuju (Allt jag inte minns, 2015, česky 2017) vystupuje několik vypravěčů. Khemiri ale nezmiňuje jména postav, aby se čtenář soustředil na podstatu textu a ne na osobu vypravěče. V divadelních hrách využívá Khemiri možností vyvolat nejistotu ve fyzické rovině. Např. ve své první hře Invaze! (Invasion!, 2006) znejistil diváky, když  herce usazené v hledišti nechal komentovat děj na jevišti. V roce 2010 napsal Khemiri v reakci na teroristický útok ve Stockholmu v roce 2010 esej Volám svým bratrům (Jag ringer mina bröder). Následně ji rozpracoval v román (2012), který později zdramatizoval (2013). Při inscenování svých dramat spolupracoval Khemiri s režisérkou Farnaz Arbabi.

## Ostatní
V roce 2013 napsal Khemiri otevřený dopis švédské ministryni spravedlnosti Beatrici Ask jako reakci na projekt REVA, který nařizoval policejní kontroly obyvatel vypadajících jako cizinci kvůli podchycení nelegálních imigrantů. Khemiri označuje tento projekt za diskriminační vůči švédským obyvatelům, kteří jsou potomky přistěhovalců. Jeho text, který se neformálně podle úvodního oslovení nazývá Dear Beatrice (Bästa Beatrice), byl poprvé publikován v deníku Dagens Nytheter. Na sociálních sítích získal vzápětí velkou popularitu a následně byl překládán a publikován i v zahraničních médiích.

### Romány[8]
- 2003 – Jedno oko rudé (Ett öga rött)
- 2006 – Montecore: jedinečný tygr (Montecore: en unik tiger)
- 2012 – Volám svým bratrům (Jag ringer mina bröder)
- 2015 – Všechno, co si nepamatuju (Allt jag inte minns, česky 2017)
- 2018 – Tátovská doložka (Pappaklausulen)

### Dramata[9]
- 2006 – Invaze (Invasion!)
- 2008 – Pětkrát Bůh (Fem gånger Gud)
- 2009 – Jsme jako sto jiných (Vi som är hundra)
- 2011 – Netečné k začátečníkům (Apatiska för nybörjare)
- 2013 – Volám svým bratrům (Jag ringer mina bröder)
- 2014 – ≈ [rovná se přibližně] (≈ [ungefär lika med])

## Ocenění
- 2004 – literární ocenění za prvotinu Borås Tidnings debutantpris[10] za Ett öga rött
- 2006 – nominace na Augustovu cenu[11] za Montecore
- 2006 – literární ocenění Tidningen Vi:s[12] za Montecore
- 2006 – Cena P. O. Enquista[13] za Montecore
- 2007 – literární ocenění Sveriges Radios romanpris[14] za Montecore
- 2007 – literární ocenění Bellmanova cena města Stockholmu[15]
- 2007 – stipendium z dárcovského fondu Cena Gerarda Bonniera [16]
- 2008 – literární ocenění Sveriges Radios novellpris[17] za povídku Oändrat oändlig
- 2010 – Heddaprisen[18][19] (Norsko) za nejlepší hru Vi som är hundra
- 2010 – Premio John Fante[20] (Itálie) za Montecore
- 2011 – Village Voice Obie Award[21][22] (USA) za drama Invasion!
- 2011 – Ibsenova cena[23][24] (Norsko) za dramatickou práci
- 2011 – stipendium Henninga Mankella[25] za dramatickou práci
- 2013 – cena Aniara[26]
- 2014 – Eldh-Ekblads fredspris[19][27] - cena za mír (společně s režisérkou Farnaz Arbabi)
- 2015 – Divadelní cena Expressen[28] [19]
- 2015 – Augustova cena[29] za Allt jag inte minns
- 2015 – literární ocenění Autor roku[30]
- 2017 – nominace na Premio Strega Europeo[31] (Itálie) za Allt jag inte minns
- 2018 – Stockholmská cena[32]
- 2018 – nominace na cenu Guldbagge[33] za nejlepší scénář k filmu Amatörer
- 2019 – Cena Signe Ekblad-Eldhs[34]
- 2019 – Medaile svatého Erika [35]